# Patriot (Schiff, 2002)
Patriot ist der ehemalige Name eines Handysize-Massengutfrachters. Das unter der Flagge von Malta fahrende Frachtschiff wurde im April 2009 von somalischen Piraten entführt.

## Geschichte
Der Massengutfrachter wurde 2002 unter der Baunummer 784 auf der japanischen Werft Hakodate Dock Company in Tokio gebaut. Die Kiellegung fand am 22. Oktober 2001, der Stapellauf am 17. Januar 2002 statt. Das Schiff wurde als Patriot von der Hamburger Reederei Johann M. K. Blumenthal bereedert. Eigner des Schiffes war die Vantage Shipping Company in Valletta.
2010 wurde das Schiff verkauft und in Kalliroi K umbenannt. Ab 2015 hieß das Schiff Saint Dionysis. Seit 2016 fährt das Schiff als Amar Glyfada unter der Flagge von Belize.

### Entführung
Somalische Piraten entführten die Patriot am 25. April 2009 im Golf von Aden etwa 280 km südöstlich der jemenitischen Küstenstadt Al-Mukalla, der Hauptstadt der Region Hadramaut. Das Schiff war mit einer Ladung Weizen nach al-Hudaida bestimmt. An Bord des Frachters befanden sich außer dem polnischen Kapitän ein ukrainischer Ingenieur und 15 philippinische Seeleute.
Das polnische Außenministerium teilte am 19. Mai 2009 mit, dass der Frachter am 15. Mai 2009 freigelassen worden sei. Ein Sprecher des Auswärtigen Amts bestätigte die Freilassung. Zu möglichen Lösegeldzahlungen und zu den Umständen der Befreiung machte der Sprecher keine Angaben. Das Schiff setzte seine Fahrt fort.

### Brand 2024
Bei Reparaturarbeiten im rumänischen Hafen von Midia im August 2024 brach an Bord des Schiffes Feuer aus, wobei vier Werftarbeiter ums Leben kamen.

## Technische Daten und Ausrüstung
Das Schiff wird von einem Mitsubishi-Dieselmotor (Typ 6UEC52LA) angetrieben. Der Sechszylinder-Zweitakt-Dieselmotor mit einer Leistung von 6.620 kW wurde von Akasaka Diesels in Lizenz gebaut. Für die Stromversorgung stehen zwei Dieselgeneratoren mit einer Leistung von jeweils 400 kW sowie ein Notgenerator mit einer Leistung von 64 kW zur Verfügung.
Das Schiff verfügt über fünf Laderäume mit einer Gesamtkapazität von rund 40.959 m³ für Schüttgüter und 39.680 m³ für Ballengüter. Die Tankdecke kann mit maximal 23 t/m² belastet werden. Die Laderäume sind mit hydraulischen Lukendeckeln von MacGregor verschlossen. Zwischen den Laderäumen 1, 2, 3 und 4 befindet sich jeweils ein Schiffskran mit einer Hebekapazität von 30 t.